# Emerson Espinoza
Emerson Leao Espinoza Tenorio (Guayaquil, Ecuador; 11 de marzo de 2001) es un futbolista ecuatoriano. Juega de centrocampista y su equipo actual es Atlético JBG de la Segunda Categoría de Ecuador, cedido por Boston River.

## Trayectoria
Espinoza se inició en las categorías inferiores del Independiente del Valle con el que llegó a jugar en su equipo sub-20, pasando por todas las inferiores, hasta que en julio de 2019 es contratado por el Boston River por la cantidad de $ 800 mil.
El 2 de septiembre de 2019 firma por el Parma cedido por el club uruguayo durante una temporada.
En enero de 2020, firma por el Inter de Milán Primavera, con el que jugaría durante la segunda vuelta de la temporada 2019-20.
El 28 de septiembre de 2020, el centrocampista firma por el Albacete Balompié de la Segunda División de España para alternar el primer equipo con el filial de Tercera División, cedido por el Boston River durante una temporada.

## Selección nacional

### Participaciones en sudamericanos
| Campeonato                  | Sede  | Resultado | Partidos | Goles |
| --------------------------- | ----- | --------- | -------- | ----- |
| Sudamericano Sub-20 de 2019 | Chile | Campeón   | 6        | 0     |

## Clubes
| Club                              | País    | Años          |
| --------------------------------- | ------- | ------------- |
| Independiente del Valle           | Ecuador | 2012-2019     |
| Boston River                      | Uruguay | 2019-presente |
| Parma (cedido)                    | Italia  | 2019-2020     |
| Inter de Milán Primavera (cedido) | Italia  | 2020          |
| Albacete Balompié (cedido)        | España  | 2020-2021     |
| Guayaquil City (cedido)           | Ecuador | 2023          |
| Cuniburo (cedido)                 | Ecuador | 2023          |
| 9 de Octubre                      | Ecuador | 2024          |
| Atlético JBG                      | Ecuador | 2024-act.     |